# Mirns
Mirns – wieś położona w północnej Holandii, we Fryzji, w gminie De Fryske Marren, blisko jeziora IJsselmeer. Do 2014 roku wieś znajdowała się na obszarze zlikwidowanej gminy Gaasterland-Sloten. W 2023 roku wieś liczyła 100 mieszkańców.

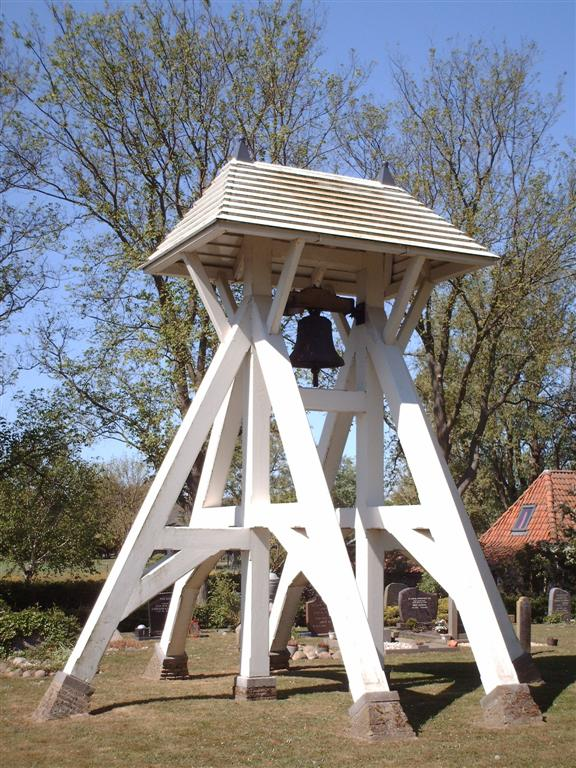
Dzwon na cmentarzu w Mirns